# Hoa hậu Thế giới 1999

Logo truyền hình của cuộc thi

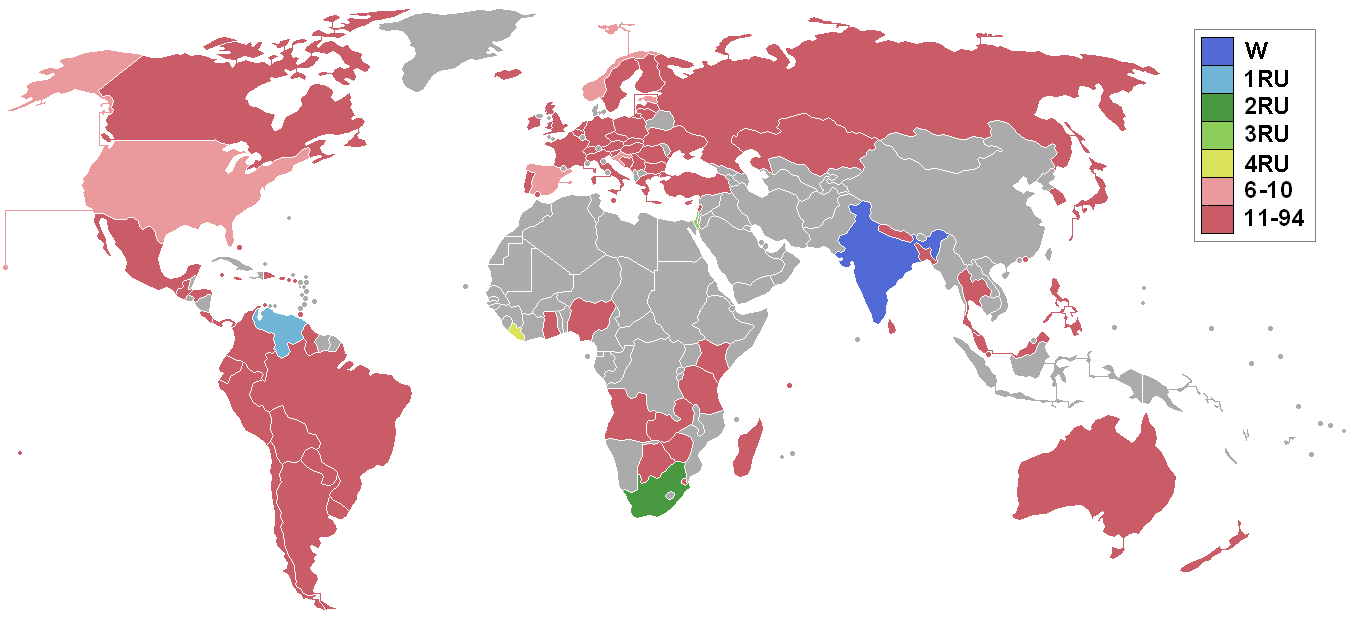
Các quốc gia và vùng lãnh thổ tham dự cuộc thi và kết quả.

Hoa hậu Thế giới 1999 là cuộc thi Hoa hậu Thế giới lần thứ 49, diễn ra vào ngày 4 tháng 12 năm 1999 tại Olympia London, Luân Đôn, Anh. 94 thí sinh tham gia cuộc thi năm nay. Đây là lần đầu tiên Scotland và Wales tự cử đại diện riêng của mình. Hoa hậu Thế giới 1998 Linor Abargil đến từ Israel đã trao lại vương miện cho cô Yukta Mookhey đến từ Ấn Độ.

## Các kết quả

### Các danh hiệu cao nhất
| Kết quả               | Thí sinh |
| --------------------- | --- |
| Hoa hậu Thế giới 1999 | - Ấn Độ – Yukta Mookhey |
| Á hậu 1               | - Venezuela – Martina Thorogood |
| Á hậu 2               | - Nam Phi – Sonia Raciti |
| Top 5                 | - Israel – Genny Chervoney - Liberia – Sebah Tubman                                                                                  |
| Top 10                | - Croatia – Ivana Petković - Estonia – Karin Laasmäe - Na Uy – Anette Haukaas - Tây Ban Nha – Lorena Bernal - Hoa Kỳ – Natasha Allas |

### Các nữ hoàng sắc đẹp châu lục
| Châu lục                | Thí sinh                        |
| ----------------------- | ------------------------------- |
| Châu Phi                | - Nam Phi – Sonia Raciti        |
| Châu Mỹ                 | - Venezuela – Martina Thorogood |
| Châu Á & Châu Đại Dương | - Ấn Độ – Yukta Mookhey         |
| Vùng Caribê             | - Jamaica – Desiree Depass      |
| Châu Âu                 | - Israel – Genny Chervoney      |

## Giải thưởng đặc biệt
| Giải thưởng                 | Thí sinh                   |
| --------------------------- | -------------------------- |
| Thiết kế áo dạ hội đẹp nhất | - Israel - Genny Chervoney |

## Các thí sinh
| - Quần đảo Virgin (Mỹ) - Shari Afua Smith - Angola - Lorena Silva - Argentina - Veronica Denise Barrionuevo - Aruba - Cindy Vanessa Cam Tin Martinus - Úc - Nalishebo Gaskell - Áo - Sandra Kolbl - Bahamas - Mary Watkins - Bangladesh - Tania Rahman Tonni - Bỉ - Brigitta Callens - Bolivia - Ana Raquel Rivera Zambrana - Bosnia & Herzegovina - Samra Begović - Botswana - Alimah Isaacs - Brazil - Paula de Souza Carvalho - Bulgaria - Violeta Zdravkova - Canada - Mireille Eid - Quần đảo Cayman - Mona Lisa Tatum - Chile - Lissette Sierra Ocayo - Colombia - Mónica Elizabeth Escolar Danko - Costa Rica - Fiorella Martínez - Croatia - Ivana Petković - Síp - Sofia Georgiou - Cộng hòa Séc - Helena Houdova - Cộng hòa Dominica - Luz Cecilia García Guzman - Ecuador - Sofia Moran Trueba - Estonia - Karin Laasmae - Phần Lan - Maria Laamanen - Pháp - Sandra Bretones - Đức - Susan Höcke - Ghana - Mariam Sugru Bugri - Gibraltar - Abigail Garcia - Hy Lạp - Evangelia Vatidou - Guatemala - Ana Beatriz González Scheel - Guyana - Indra Changa - Hà Lan - Ilona Marilyn van Veldhuisen - Honduras - Irma Waleska Quijada Henriquez - Hồng Kông Trung Quốc - Nguyên Tử Nhi - Hungary - Erika Dankai - Iceland - Katrin Baldursdóttir - Ấn Độ - Yukta Mookhey - Ireland - Emir-Maria Holohan Doyle - Israel - Jenny Chervoney - Ý - Gloria Nicoletti - Jamaica - Desiree Depass - Nhật Bản - Aya Mitsubori - Kazakhstan - Assel Issabayeva - Kenya - Esther Muthoni Muthee - Hàn Quốc - Han Na-na | - Latvia - Evija Rucevska - Liban - Norma Elias Naoum - Liberia - Sebah Esther Tubman - Lithuania - Renata Mackevičiūtė - Madagascar - Tantely Naina Ramonjy - Malaysia - Jaclyn Lee Tze Wey - Malta - Catharine Attard - México - Danette Velasco Bataller - Nepal - Shweta Singh - New Zealand - Coralie Ann Warburton - Nigeria - Augustine Iruviere - Na Uy - Annette Haukaas - Panama - Jessenia Casanova Reyes - Paraguay - Mariela Candia Ramos - Peru - Wendy Monteverde - Philippines - Lalaine Bognot Edson - Ba Lan - Marta Kwiecień - Bồ Đào Nha - Joana Ines Texeira - Puerto Rico - Arlene Torres - România - Nicoleta Luciu - Nga - Elena Efimova - St. Maarten - Ifelola Bandejo - Scotland - Stephanie Norrie - Seychelles - Anne-Mary Jorre de St. Jorre - Singapore - Audrey Quek Ai Woon - Slovakia - Andrea Veresova - Slovenia - Neda Gačnik - Nam Phi - Sonia Raciti - Tây Ban Nha - Lorena Bernal Pascual - Sri Lanka - Dilumini de Alwis Jayasinghe - Swaziland - Colleen Tullonen - Thụy Điển - Jenny Louise Torsvik - Thụy Sĩ - Anita Buri - Tahiti - Manoa Froge - Tanzania - Hoyce Anderson Temu - Thái Lan - Karnala Kumpu Na Ayutthaya - Trinidad & Tobago - Sacha Anton - Thổ Nhĩ Kỳ - Ayşe Hatun Önal - Ukraina - Olga Savinskaya - Vương quốc Anh - Nicola Willoughby - Hoa Kỳ - Natasha Allas - Uruguay - Katherine Gonzalves - Venezuela - Martina Thorogood Heemsen - Wales - Clare Marie Daniels - Nam Tư - Lana Marić - Zambia - Cynthia Chikwanda - Zimbabwe - Brita Maseluthini |

## Các giám khảo
| - Eric Morley - Chủ tịch tổ chức Hoa hậu Thế giới - Louis Grech - Luciana Morad - Linda Pétursdóttir - Hoa hậu Thế giới 1988 đến từ Iceland - Dean Cain | - Eddie Irvine - Terry O'Neill - Lennox Lewis - Wilnelia Merced - Hoa hậu Thế giới 1975 đến từ Puerto Rico |